# Eurodam
Die Eurodam ist ein Kreuzfahrtschiff der Holland-America Line. Es ist das erste Schiff der auf der Vista-Klasse basierenden Signature-Klasse.

## Einzelnachweise

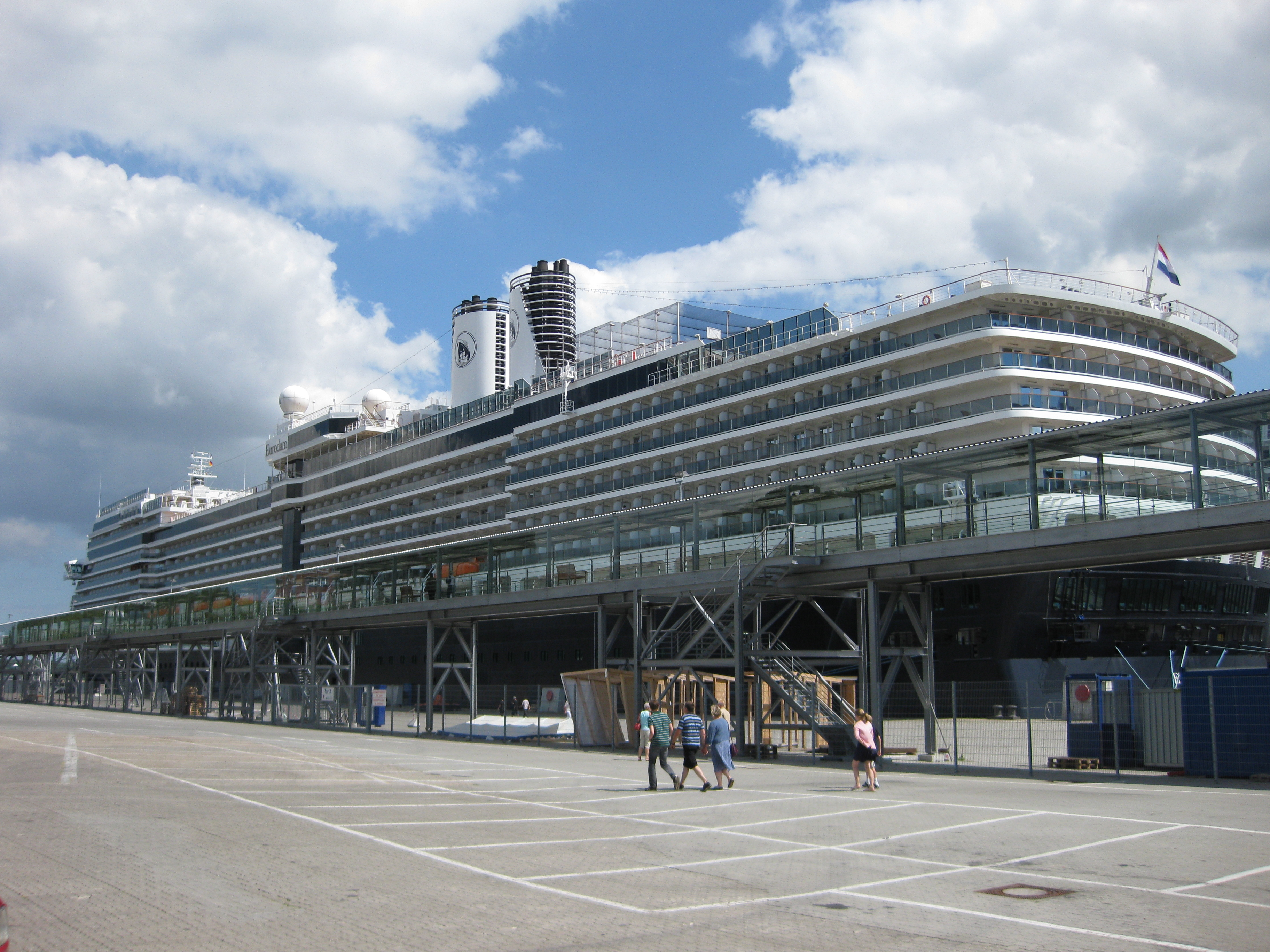
Eurodam in Kiel (2010)

## Geschichte
Das auf der italienischen Fincantieri-Werft gebaute Schiff wurde am 28. September 2007 zu Wasser gelassen. Die Fertigstellung des Schiffes erfolgte am 16. Juni 2008, getauft wurde es am 1. Juli 2008. Taufpatin war Königin Beatrix. Es ist für 2.104 Passagiere vorgesehen.